# 코와르어

코와르어의 사용 지역

코와르어(Khowar, کھووار زبان) 또는 치트랄어(Chitrali)는 파키스탄의 치트랄과 주변 지역에서 사용되는 인도아리아어군 다르드어군의 언어이다. 치트랄구 지역의 공통 언어이며 인접한 길기트-발티스탄의 일부 지역에서도 쓰인다. 이를 모국어로 쓰는 치트랄인("코인"(Kho)이라고도 함)뿐 아니라 칼라쉬인들도 제2언어로 많이 사용한다.

## 같이 보기
- 칼라샤어